# اچ‌ام‌اس کوراگوکس (۱۸۰۰)
اچ‌ام‌اس کوراگوکس (۱۸۰۰) (به انگلیسی: HMS Courageux (1800)) یک کشتی بود که طول آن ۱۸۱ فوت (۵۵ متر) بود. این کشتی در سال ۱۸۰۰ ساخته شد.